# Vladimir Ikonnikov
Vladimir Stepanovitj Ikonnikov (ryska: Владимир Степанович Иконников), född 9 december 1841 i Kiev guvernement, död 26 november 1923, var en rysk historiker.
Ikonnikov promoverades vid Kievs universitet till magister för en studie över Maksim Grek (1867) och till doktor (1869) för en avhandling om Bysans kulturella betydelse i ryska historien samt tjänstgjorde som professor vid nämnda universitet. Hans förnämsta verk är Opyt russkoj istoriografii (bibliografiska studier rörande Rysslands historia; I, 1892).